# معتمدية رأس الجبل
"تاريخ المدينة". بلدية رأس الجبل (بar-aa). Archived from the original on 2024-06-24. Retrieved 2024-09-30.{{استشهاد ويب}}:  صيانة الاستشهاد: لغة غير مدعومة (link)
معتمدية رأس الجبل إحدى معتمديات الجمهورية التونسية، تابعة لولاية بنزرت.
تقع مدينة رأس الجبل في أقصى الشمال للبلاد التونسية على الضفاف الجنوبية للبحرالأبيض المتوسط مما جعلها تحتل مكانة إستراتيجية بارزة أهلتها لأن تكون منطقة استقطاب بشري وعمراني عبر مئات السنين.
يمكننا أن نضبط بكل دقة.

## التاريخ
يمكن تحديدا وضع تاريخ ثابت لسنة تأسيس المدينة ولكن يمكننا أن نقسم تاريخها إلى حقبتين أساسيتين: الحقبة الأولى وتتمثل في المدينة التاريخية القديمة التي قامت على أنقاضها ما تعرف اليوم بمدينة رأس الجبل ويرجح أنها تأسست في الألفية الأولى قبل الميلاد وعرفت باسم «تينيزا» أو «تونيسا» وشهدت ازدهار نسبي وأخرجت شخصيات تاريخية منسية مثل السانت رستيتوت دي تينيزا ومن الممكن أن هذه المدينة قد اندثرت مع مرور المئات من السنوات ويبقى اسمها التقليدي مذكور في عديد الخرائط والكتب التاريخية حتى القرن السادس عشر والسابع عشر للميلاد. أما عن الحقبة الثانية فهي حقبة تأسيس رأس الجبل الحديثة التي تعود للقرن الثاني عشر إثر هجرة مجموعة من السرقسطيين بحرا بعد سقوط مدينتهم الأندلسية وعرفت المدينة منذ ذلك التاريخ توافد بشري أساسا من الأندلس والعرب والأتراك والبربر إلى يومنا الحالي ولم يقتصر على المسلمين منهم فقط بل ضمت أقليات يهودية ومسيحية حتى منتصف القرن العشرين حيث تسببت الأزمة الفلسطينية في رحيلهم رغم أنه من المرجح وجود البعض من هذه العائلات التي يزور أبناءها مدينتهم الأم خاصة في الصيف حيث يزدهر قطاع السياحة والتجارة. و يذكر أن آخر معركة في الحرب العالمية الثانية شهدتها تونس قد وقعت في رأس الجبل وأنتهت بانتصار الحلفاء وإستسلام الألمان وبذلك إنسحبت ألمانيا النازية من التراب التونسي.
تاريخ تأسيس مدينة رأس الجبل فجذورها ضاربة في عمق تاريخ البلاد التونسية.
لكن الأكيد أن العوامل الطبيعية الملائمة والتي أوجز وصفها محمد الحشايشي سنة 1904 في كتابه العادات والتقاليد التونسية حيث يقول «وأغلب جهات القطر (التونسي) سليمة الهواء، موافقة للصحة، وفي جهات حسنة الهواء جدا نافعة للمرضى ولو بمرض السل... من هاته الجهات الحسنة المشهورة المكان المعروف برأس الجبل، وهو جهة الشمال من القطر بقرب شاطئ البحر تبعد القرية التي هي مركز عن البحر نحو أربعة أميال، والبحر من شمالها، وهو على سفح جبل منخفض رملي تحف بها بساتين ناظرة إلى البحر، تسقى بآبار ماء حلو جيد نقي، وعلى شاطئ البحر عين ماء عذبة ضعيفة الجريان، لكنها نابعة من الصخر، حلوة جدا، نقية مسرعة للهضم...».
هذه العوامل الملائمة جعلت المنطقة محط استقرار بشري منذ الألف الأول قبل الميلاد ولعل أبرز شاهد تلك البقايا الأثرية البونية والرومانية التي لا تزال قائمة في محيط المدينة.
أما عن التجمع العمراني الذي كون نواة المدينة الحالية فإنه يعود على الأرجح إلى القرن 12 م (6 هـ). فحسب الرواية المتواترة يرجع أصل التأسيس إلى مهاجرين أندلسيين قدموا بحرا إثر سقوط مدينة سرقسطة سنة 1112 م (512 هـ) ولا تزال الذاكرة تحتفظ بشواهد على هذا الترابط من خلال مقام الشيخ سيدي عبد الله اللخمي السرقسطي المتوفي سنة 1305 م (701 هـ).

ولقد تواصل التوافد البشري على المدينة مع قدوم روافد أندلسية منذ القرن 15 م حيث توسعت المدينة وأسست حومة القصر التي يتوسطها أحد أعرق المعالم الدينية بالمدينة وهو الجامع الكبير أو جامع القصر والذي يعود تاريخ افتتاحه حسب نقيشة كانت تعلو محرابه إلى فاتح رمضان 904 هـ..

وتواصل التمازج البشري والحضاري في رأس الجبل خلال الفترة الحديثة مع قدوم عناصر تركية فكان أن أصبحت المدينة تضم عناصر بشرية متعددة عربية، بربرية، أندلسية، تركية.
مدينة الزوايا
ولقد وردت في المصادر أكثر من إشارة إلى بلد رأس الجبل خلال القرن السابع عشر ميلادي حيث يقول الوزير السراج كان في أهلها «أناس لهم ميل إلى الصلاح ونشب بأذيال أهل العلم والفضل»، وخلال القرن 18 و19 م ازداد النسيج العمراني ثراء من خلال تشييد عدد هام من المقامات والزوايا فاق عدد 30، ولعل الأبرز منها تلك التي لا تزال موجودة إلى الآن مثل زاوية سيدي العربي بن حمو الفاسي وزاوية السيدة العجولة وزاوية الشيخة البيّة وزاوية سيدي بنعيسى التي تعتبر أكبر زوايا الطريقة العيساوية في منطقة بنزرت، وكذلك زاوية سيدي علي عزوز وهي حسب المصادر أول زاوية لهذا الشيخ الصالح خارج مدينة زغوان.

## أصل التسمية
أما عن تسمية المدينة فإن المصادر تشير إلى تسميتين الأولى تربطها بأصل السكان فهي بلد بني غالب نسبة إلى «طبقة مشهورة» حسب الوزير السراج في بلاد الأندلس وبالتحديد في سرقسطة شمال شرق إسبانيا)، ولهذا يكنى السكان بالغالبي.
 أما التسمية الثانية رأس الجبل فهي تسمية ترتبط بالموضع الجغرافي حيث تقع المدينة على سفح جبل يعتبره السكان نقطة انطلاق سلسلة جبال الأطلس التي تتواصل إلى المغرب الأقصى.

## المدن التابعة لمعتمدية رأس الجبل
| رأس الجبل        |
| رفراف            |
| الماتلين         |
| صونين            |
| القرية           |
| رأس (كاب) الزبيب |
| بني عطاء         |

## الثقافة
يتميز سكان رأس الجبل بلهجة خاصة تميزهم عن غيرهم وتتميز هذه اللهجة البلدية بقربها الكبير للغة العربية الفصحى وتضم كلمات مشتقة من اللغة البربرية والأندلسية والفرنسية وحتى الإيطالية.
كمعظم المدن التونسية، تتميز رأس الجبل بعادات وتقاليد خاصة تبرز في الأفراح والاحتفالات والطبخ عامة.

## الإقتصاد
يقوم الاقتصاد في رأس الجبل على الفلاحة حيث تنتج عديد الأنواع الفلاحية من الحبوب والخضار والغلال وتعتبر المنتوجات المحلية ذات جودة عالية وإلى جانب الفلاحة إزدهر قطاع النسيج بشكل كبير حيث تضم المدينة مصانع عالمية لإنتاج المنسوجات التي توفر حوالي 15.000 موطن شغل. إلى جانب الفلاحة والصناعة يمارس أبناء المدينة نشاطات متعددة كالصيد البحري وتربية المواشي وغيرها.

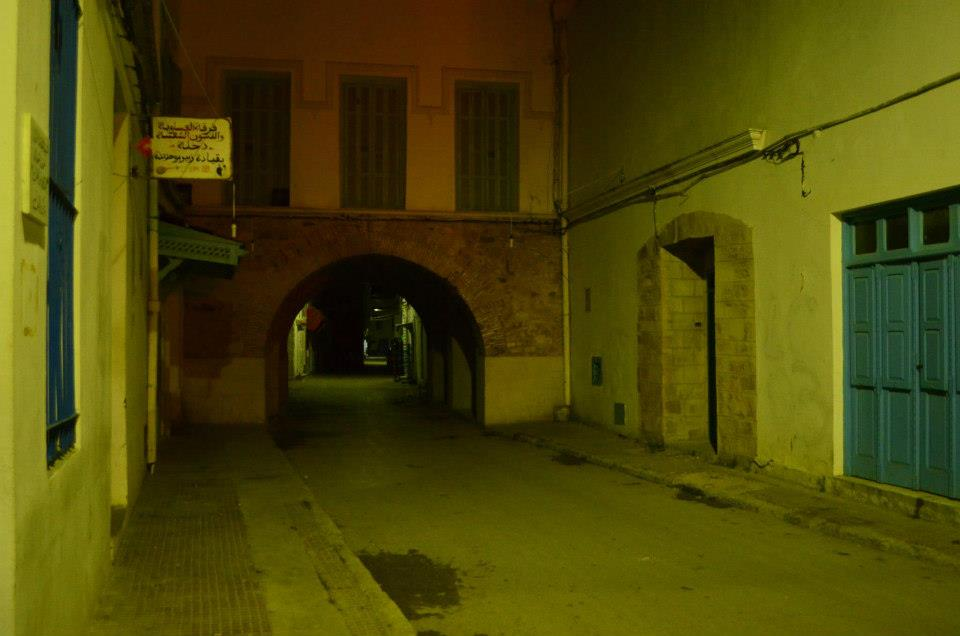
Sabat Dar ben Hmida
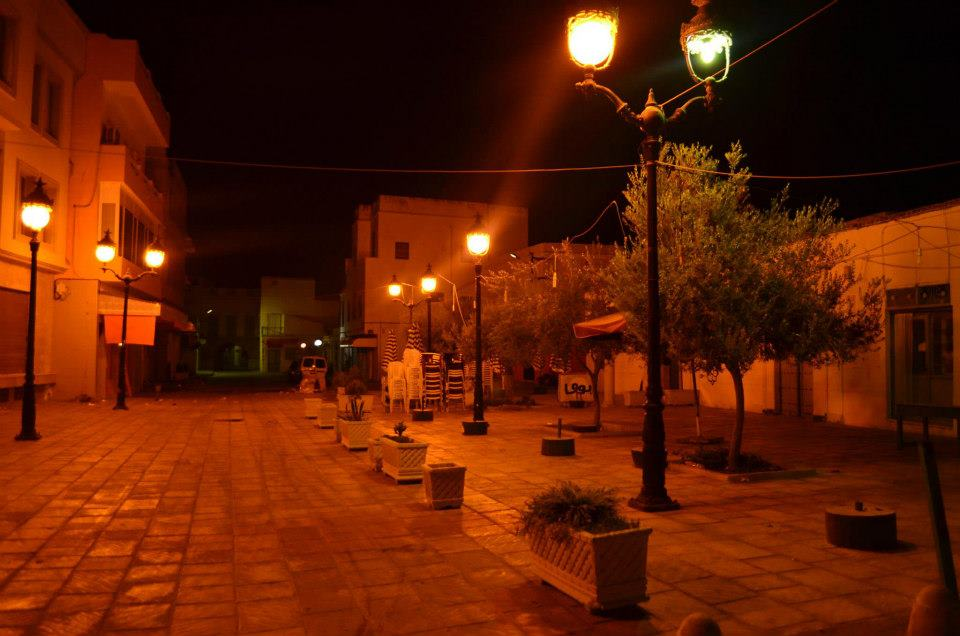
La Medina
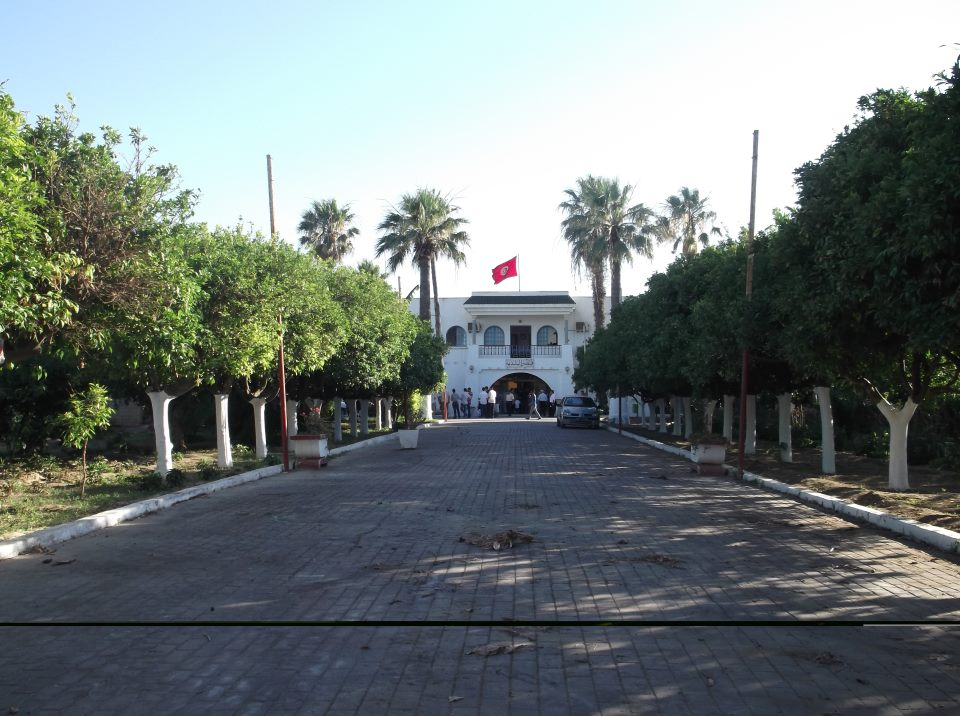
Hotel de Ville